# Inclisiran
Inclisiran, commercializzato con il nome Leqvio, è un farmaco per la riduzione efficace e sostenuta nel tempo del colesterolo LDL. Inclisiran è indicato per il trattamento della malattia cardiovascolare aterosclerotica e dell'ipercolesterolemia familiare eterozigote in aggiunta al controllo dietetico e a una statina o in alternativa alle statine laddove esse siano controindicate o non tollerate.
Si tratta del primo siRNA che riduce la traduzione della proteina PCSK9.
LEQVIO è commercializzato in Europa da Novartis.

## Efficacia
LEQVIO riduce la produzione di PCSK9, portando a una diminuzione media del 50% del livello di colesterolo LDL circolante, a causa della sua migliore captazione epatica.
I risultati sull'efficacia di inclisiran si basano principalmente su tre studi clinici registrativi di fase III della durata di 18 mesi: ORION-9, ORION-10 e ORION-11. Essi sono studi clinici multicentrici, in doppio cieco, randomizzati, controllati con placebo. Circa 3'600 pazienti sono stati randomizzati a ricevere un trattamento con placebo o inclisiran in aggiunta alla dose massima di statine tollerata, in presenza o meno di un'altra terapia ipolipemizzante. I pazienti hanno ricevuto una dose iniziale di inclisiran o placebo tramite iniezione sottocutanea, un'altra al mese 3 e quindi ogni 6 mesi.

### I risultati degli studi ORION
Gli endpoint primari sono stati soddisfatti in tutti e tre gli studi clinici:
- Variazione percentuale del colesterolo LDL dal basale a 17 mesi rispetto al placebo e aggiustata per il tempo[10]
- Variazione percentuale del colesterolo LDL dal basale a 3 mesi e fino a 18 mesi rispetto al placebo[10]

| ORION-9                                                   | ORION-10                                                            | ORION-11                                               |
| --------------------------------------------------------- | ------------------------------------------------------------------- | ------------------------------------------------------ |
| 482 pazienti con ipercolesterolemia familiare eterozigote | 1'561 pazienti con malattia cardiovascolare aterosclerotica (ASCVD) | 1'617pazienti con ASCVD o equivalenti di rischio ASCVD |
| Riduzione del 48% del colesterolo LDL a 17 mesi           | Riduzione del 52% del colesterolo LDL a 17 mesi                     | Riduzione del 50% del colesterolo LDL a 17 mesi        |

### Lo studio Cholinet
Lo studio Cholinet, pubblicato nel Journal of the American College of Cardiology, condotto tra novembre 2022 e febbraio 2024 su 659 pazienti con un'età media di 63 anni e in gran parte uomini, a tre mesi dalla prima dose di inclisiran e subito dopo una seconda somministrazione ha permesso di raggiungere "una riduzione media del colesterolo del 51% permettendo di ottenere livelli di colesterolo di 50 mg/dl". Secondo la Società italiana di cardiologia, dato che gli effetti collaterali sono stati molto rari e gli effetti positivi si sono osservati su quasi il 100% dei partecipanti, due iniezioni sottocutanee semestrali possono sostituire le statine quotidiane.

## Indicazioni
Inclisiran (Leqvio) è indicato in adulti con ipercolesterolemia primaria (eterozigote familiare e non familiare) o dislipidemia mista, in aggiunta alla dieta:
- in associazione a una statina o una statina con altre terapie ipolipemizzanti in pazienti non in grado di raggiungere gli obiettivi per l'LDL-C con la dose massima tollerata di una statina, oppure
- in monoterapia o in associazione ad altre terapie ipolipemizzanti in pazienti intolleranti alle statine o per i quali una statina è controindicata.

## Rimborsabilità
AIFA in Gazzetta Ufficiale ha indicato le condizioni di rimborsabilità di LEQVIO qui riassunte:
| Paziente  | Con pregresso evento cardiovascolare - Malattia cardiovascolare: cardiopatia ischemica, IMA, bypass aortocoronarico, angioplastica, procedura di rivascolarizzazione coronarica, coronaropatia; - Malattia CerebroVascolare: pregresso ictus o TIA, rivascolarizzazione carotidea; - Arteriopatia periferica (AOP)                               | Con diabete più altra condizione cronica: - Con complicanze croniche (es. nefropatia anche incipiente, retinopatia, etc.) - Abitudine al fumo - Ipertensione arteriosa                            | Con ipercolesterolemia familiare eterozigote - Diagnosi nota di coronaropatia o malattia vascolare precoce - Con xantomi tendinei e/o arco corneale - Coronaropatia con età < 55 anni per maschi e 60 per donne - Patologia cerebrovascolare o arteriopatia periferica in età precoce |
| Requisiti | - Se evento CV nei 12 mesi precedenti, 1 misurazione di colesterolo LDL > 70 mg/dL - Se l'evento CV si è verificato prima dei 12 mesi precedenti, 3 misurazioni di colesterolo LDL > 70 mg/dL + 6 mesi di trattamento con statinead alta potenza alla massima dose tollerata + ezetimibe, oppure dimostrata intolleranza a statine e/o ezetimibe | - 3 misurazioni di colesterolo LDL > 70 mg/dL - 6 mesi di trattamento con statine ad alta potenza alla massima dose tollerata + ezetimibe, oppure dimostrata intolleranza a statine e/o ezetimibe | - 3 misurazioni di colesterolo LDL > 130 mg/dL - 6 mesi di trattamento con statine ad alta potenza alla massima dose tollerata + ezetimibe, oppure dimostrata intolleranza a statine e/o ezetimibe                                                                                    |

## Sicurezza
La sicurezza di inclisiran è stata testata grazie a diversi studi clinici, fra cui i principali sono: ORION-9, ORION-10 e ORION-11. In questi studi si è potuto vedere che:
- Le reazioni avverse più comuni sono state reazioni al sito di iniezione, che sono state in prevalenza lievi non hanno determinato alcuna interruzione del trattamento (8,2% vs 1,8% placebo)[10];
- Non si prevede alcuna interazione farmacologica con inclisiran[10];
- Inclisiran può essere utilizzato in pazienti con insufficienza epatica da lieve a moderata o con insufficienza renale da lieve a severa senza aggiustamenti del dosaggio[10].

## Somministrazione
La somministrazione di inclisiran avviene per iniezione sottocutanea, tramite siringhe preriempite da 284 mg - 1,5 mL. La seconda dose viene iniettata a distanza di 3 mesi dalla prima, mentre le successive ogni 6 mesi.
Le principali caratteristiche sono:
- Viene somministrato da un operatore sanitario[10]
- Singola iniezione sottocutanea[10]
- Non è necessaria alcuna refrigerazione.[10]

Inclisiran viene somministrato nell'addome. Altri possibili siti di iniezione includono il braccio o la coscia.

### Transizione del trattamento da PCKS9i
Incisiran può essere inizialmente somministrato dopo l'ultima dose di PCSK9i. Per mantenere basso il livello di colesterolo LDL viene raccomandata la somministrazione di inclisiran entro le 2 settimane dall'ultima dose ricevuta di PCSK9i.
Se sono trascorsi meno di 3 mesi dall'omissione di una dose prevista, inclisiran deve essere somministrato, e la posologia continuata secondo il programma originale del paziente. Se invece sono trascorsi più di 3 mesi dall'omissione di una dose prevista, deve essere avviato un nuovo programma posologico: inclisiran deve essere somministrato come dose iniziale, poi di nuovo al mese 3 e infine ogni 6 mesi.

## Meccanismo d'azione
Il metabolismo del colesterolo LDL è controllato dalle proteine PCSK9, poiché esse inducono la degradazione dei recettori c-LDL. Tanto più le proteine PCSK9 sono espresse, tanti più recettori c-LDL sono degradati e quindi il colesterolo LDL non viene assorbito dagli epatociti, ma rimane circolante nel sangue. Le PCSK9 si legano esternamente alla cellula al colesterolo LDL e al suo relativo recettore: tale complesso PCSK9+c-LDL+recettore viene internalizzato e degradato. Se le PSCK9 non si legano a c-LDL+recettore, il recettore ritorna in superficie e può continuare ad assorbire colesterolo LDL.
Inclisiran è un siRNA coniugato a una molecola GalNAC che permette l'assorbimento selettivo di inclisiran nei soli epatociti. In queste cellule, inclisiran usa il meccanismo fisiologico di interferenza a RNA andandosi a caricare sul complesso silenziatore indotto da RNA (RISC, RNA-induced silencing complex). Tale complesso permette la degradazione del mRNA responsabile per la produzione di una proteina: la PCSK9. Essa non viene quindi prodotta, inducendo una maggior captazione dei recettori del colesterolo LDL, che aumentano l'assorbimento di colesterolo in modo da ridurre i livelli di colesterolo LDL.
PCSK9 è una proproteina che induce la degradazione del recettore per le LDL, impedendone la riesposizione sulla membrana cellulare dell'epatocita. Inclisiran lavora con il RISC per scindere in modo sequenziale più copie dell'mRNA della proteina target, cosa che impedisce continuamente la produzione di quest'ultima. I recettori LDL aumentano sulla superficie dell'epatocita, con una conseguente maggiore captazione epatica di colesterolo LDL circolante.
Dal 2018 solo quattro farmaci, con tecnologia RNA interferente breve (siRNA), sono approvati dalla FDA con diverse indicazioni cliniche. Essi sono: patisiran, givosiran, lumasiran e inclisiran.

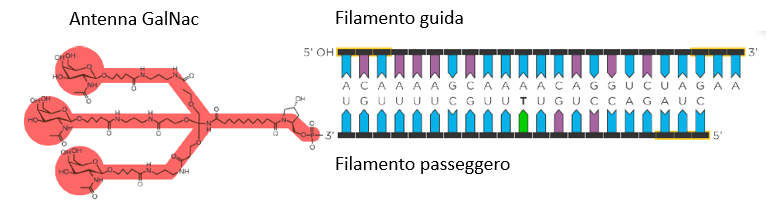
Struttura molecolare di LEQVIO, inclisiran

## Storia
Il 15 ottobre 2020, il Comitato per i prodotti medicinali a uso umano (CHMP) dell'Agenzia europea per i medicinali ha fornito un giudizio positivo per l'uso del farmaco. A dicembre 2020, EMA ha approvato il farmaco.
Nell'agosto 2021, inclisiran ha ricevuto l'approvazione dal National Institute for Health and Care Institute NICE per l'utilizzo nel Servizio Sanitario Nazionale del Regno Unito.
Il 3 Ottobre 2022, LEQVIO è stato pubblicato in Gazzetta Ufficiale AIFA